# Priocnemis sulci
Priocnemis sulci is een vliesvleugelig insect uit de familie van de spinnendoders (Pompilidae). De wetenschappelijke naam van de soort is voor het eerst geldig gepubliceerd in 1943 door Balthasar.